# ITF Women's Circuit Caracas 2013
L'ITF Women's Circuit Caracas 2013 è stato un torneo di tennis facente parte della categoria ITF Women's Circuit nell'ambito dell'ITF Women's Circuit 2013. Il torneo si è giocato a Caracas in Venezuela dal 28 ottobre al 3 novembre 2013 su campi in cemento e aveva un montepremi di $25,000.

## Vincitrici

### Singolare
Verónica Cepede Royg ha battuto in finale  Laura Pigossi con il punteggio di 6–2, 6–2

### Doppio
Verónica Cepede Royg /  Adriana Pérez hanno battuto in finale  Florencia Molinero /  Laura Pigossi con il punteggio di 6–3, 6–3